# Emmeline Charlotte Elizabeth Stuart-Wortley
Lady Emmeline Stuart-Wortley, nascuda Manners (1806 – 20 d'octubre de 1855), fou una poeta i escriptora anglesa, coneguda per la seva obra Travels in the United States, etc. During 1849 and 1850. Fou editora de The Keepsake el 1837 i el 1840. Era filla de John Manners, 5è duc de Rutland i el 17 de febrer de 1831 es va casar amb Charles Stuart-Wortley-Mackenzie, fill de James Stuart-Wortley-Mackenzie, 1r baró de Wharncliffe. Varen tenir una filla, Lady Victoria Welby.
Després de la mort del seu marit el 1844, va començar a viatjar, en tant que vídua rica de l'època victoriana, junt amb la seva filla, Victoria. L'octubre de 1855, va morir de disenteria a la zona entre Antioquia i Beirut, mentre viatjava a través de l'Imperi Otomà seguint la història dels primers cristians.